# Karim Rashid
Karim Rashid, (Kairó, Egyiptom, 1960. szeptember 18.) ipari formatervező és belsőépítész, napjaink egyik legesszenciálisabb, legtöbb oldalú és legtöbbet foglalkoztatott alkotója, kinek tevékenysége az ipari formatervezéstől a divatig, a művészettől az építészetig mindenre kiterjed.

## Szakmai élete, ismertetői
Az egyiptomi Kairóban született egyiptomi apától és angol anyától, de Torontóban nevelkedett, majd New Yorkba költözött ahol jelenleg design stúdiót vezet.

Több mint 3000 különféle használati tárgyat tervezett és valósított meg már, de tervezett már építészeti tereket Philadelphiától Görögországig, Dubajtól Németországig.

## Magánélete
Karim Rashid jelenleg New Yorkban él, de irodát tart fenn Manhattanban és Amszterdamban. Ő Hani Rashid sztárépítész és Soraya Rashid festő és zenész testvére. 2008 szeptember 1-én feleségül vette a szerb származású Ivana Purić vegyészmérnöknőt.

## Karim Rashid-idézetek
- "A design az élet teljességének megtapasztalása."

## Tevékenysége

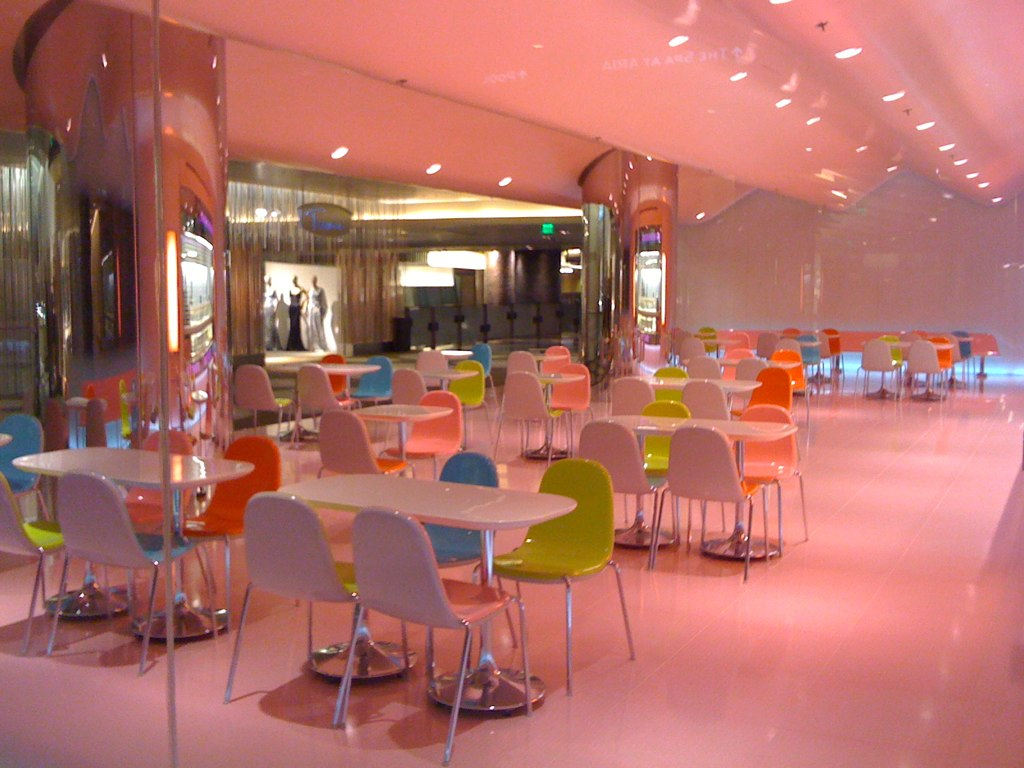
Karim Rashid Sweet Chill étterme a City Center Las Vegasban, 2009